# Absalom, Absalom!

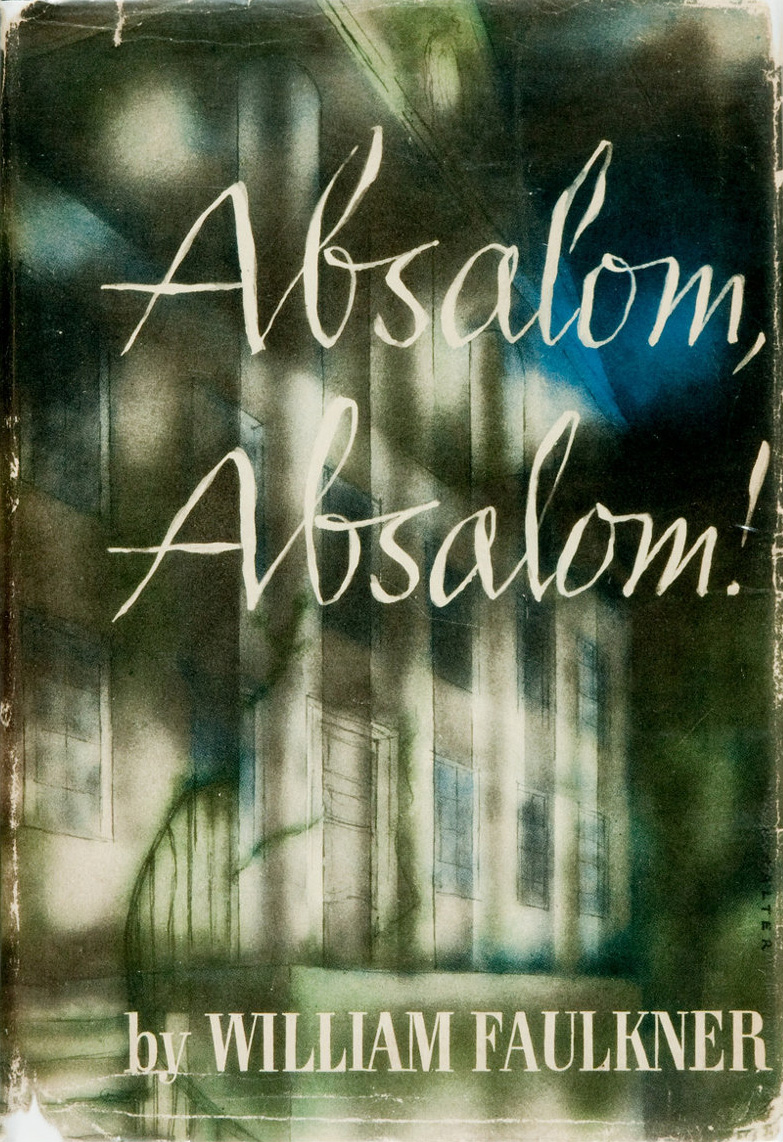
Absalom, Absalom! (1936, eerste editie)

Absalom, Absalom! is een southern gothic novel van William Faulkner, gepubliceerd in 1936. Het verhaal is onderdeel van een reeks van romans die het verhaal van drie families, de Sutpens, de Compsons en de Coldfields in de fictieve streek Yoknapatawpha in het Zuiden van de Verenigde Staten van Amerika beschrijven. De romans Sartoris, The Sound and the Fury, As I Lay Dying, Sanctuary, Light in August, Pylon en Absalom, Absalom! heeft Faulkner in een korte periode (1929-1936) van zijn leven geschreven. Zij worden beschouwd als meesterwerken van de Amerikaanse literatuur. Absalom, Absalom! wordt door veel lezers beschouwd als het creatieve hoogtepunt van de reeks en daarmee als een 20e-eeuws meesterwerk.
De titel is ontleed aan 2 Samuel 19:4.

## Inhoud
Absalom, Absalom! ontvouwt zich met behulp van flashbacks, hoofdzakelijk door de student Quentin Compson die alles aan zijn studiegenoot van Harvard vertelt. Quentin Compson wordt in 1909 door de oude vrouw Rosa Coldfield naar haar huis ontboden. Hij gaat erheen met zijn vriend Shrevlin McCannon in de zomer van 1909 tijdens hun zomervakantie tussen twee semesters in. De vrouw vraagt hen het levensverhaal van de oud-kolonel uit de Amerikaanse Burgeroorlog Thomas Sutpen te ontrafelen, dat omgeven is met legenden en raadsels.
De toen onbekende Sutpen heeft in 1833 met 100 zwarte slaven uit Haïti een plantage opgericht in Yoknapatawpha. De uiterst gewelddadige man werd geboren in een arme omgeving van blanken. Nadat hem de deur was geweigerd door een zwarte slaaf, wilde hij een unieke en zuivere familie van Sutpens oprichten, vrij van negerinvloeden. Dit mislukt doordat blijkt dat de vrouw die hem zijn eerste zoon schenkt, niet alleen een Spaanse is, maar ook negerinvloeden heeft. Sutpen probeert daarna nog tweemaal een nieuwe stamboom op te richten, maar dit resulteert uiteindelijk in de zwakbegaafde Jim Bond van gemengde afkomst, een van Faulkners "idioten".
Aan het einde van het boek -als Quentin en Shrevlin het hele verhaal hebben ontrafeld via brieven en getuigenissen- is Quentin aangeslagen door wat hij gevonden heeft. De gevoelige twintiger wil niet aannemen dat het verhaal van Thomas Sutpen een wezenlijk onderdeel is van de problematiek die hij verwerpelijk acht, van de door hem geliefde Zuidelijke Verenigde Staten.

## Verhaalstructuur
Motieven in het verhaal zijn: racisme in het Zuiden van de VS, geschiedenis, de Burgeroorlog in de VS, incest, de dood, ondergang. William Faulkners roman is voor vele lezers een uitdaging en in sommige gevallen een krachtmeting van inspanningen. Hij gebruikt lange zinnen en wisselt regelmatig van verteller zonder de lezer te waarschuwen. De roman is dusdanig gecomponeerd dat het de lezer in eerste instantie van zich verwijdert. In sommige gevallen is het niet duidelijk wie de verteller is, over wie er wordt geschreven en hoe de onderlinge verhoudingen van de personages zich verhouden. Faulkner introduceert in de loop van het verhaal de personages en de verhoudingen. Voor wie bekend is met zijn wijze van schrijven biedt het boek diepere inzichten en toont het zijn ware literaire klasse.

## Ontvangst
De roman werd in 1936 niet met groot enthousiasme onthaald vanwege de taaie verhaalstructuur en de wijze waarop Faulkner het verhaal vertelt. Ook hadden vele mensen bezwaren tegen de manier waarop de auteur consequent zwarten omschreef met het racistische woord 'nigger' en velen van hen als zwakbegaafden beschreef. Toen na de Tweede Wereldoorlog al het werk van Faulkner verzameld werd uitgebracht nam de populariteit onder het grote publiek toe. Ook zag men toen in dat Faulkner juist de problematiek en de hardnekkigheid ervan waarop het Zuiden omging met slavernij en racisme aankaartte in zijn roman.